# Plinio Paolini
Plinio Paolini (Taranto, 7 giugno 1898 – ...) è stato un calciatore italiano, di ruolo difensore.

## Caratteristiche tecniche
Giocava come terzino.

## Carriera
Ha esordito in Serie A con la maglia del Livorno il 6 ottobre 1929 in Livorno-Ambrosiana Inter (1-2). Ha giocato nella massima serie anche con la maglia del Palermo.

## Palmarès
- Campionato italiano di Serie B: 1

Palermo: 1931-1932